# Spangles (film 1926)
Spangles è un film muto del 1926 diretto da Frank O'Connor. Prodotto dalla Universal-Jewel, aveva come interpreti Marian Nixon, Pat O'Malley, Hobart Bosworth, Gladys Brockwell.

## Trama
Benché non ne sia innamorata, Spangles è fidanzata con il proprietario del circo Bowman. La ragazza, una cavallerizza, è la stella dello spettacolo. Un giorno aiuta a nascondersi alla polizia Dick Radley, ricercato per omicidio. Lei, credendo alla sua innocenza, lo fa assumere da Bowman che, sebbene geloso, lo prende per le corse dei carri. Dick suscita la rivalità di un altro corridore, che provoca un incidente in gara. Bowman, scoprendo la vera identità di Dick, minaccia Spangles di denunciarlo se lei non accetterà di sposarlo. Quando il proprietario del circo viene trovato morto, Dick è accusato del delitto. La gente del circo cerca di aggredirlo, ma viene scagionato da Zip, un ritardato mentale che racconta che Bowman è stato colpito dall'elefantessa Sultana, che si era rivoltata contro le angherie dell'uomo. Dick, scagionato da tutte le sue accuse, trova l'amore con Spangles.

## Produzione
La sceneggiatura si basa su Spangles, un lavoro teatrale della giornalista Nellie Revell (1873-1958) completato nel luglio 1918. La pièce era ambientata nel mondo del circo e aveva come protagonista una cavallerizza. Il produttore Oliver Morosco si interessò al lavoro, intenzionato a portarlo in scena a Broadway, ma non esistono prove che sia mai stato prodotto. L'Universal Pictures produsse il film nel 1926; in quello stesso anno, Grosset e Dunlap pubblicarono un romanzo tratto dalla storia che usava le illustrazioni del film.

## Distribuzione
Il copyright del film, richiesto dall'Universal, fu registrato il 25 agosto 1926 con il numero LP23055.
Distribuito dall'Universal Pictures e presentato da Carl Laemmle, il film uscì nelle sale cinematografiche degli Stati Uniti il 7 novembre 1926; nel Regno Unito, fu distribuito dalla European Motion Picture Company; in Portogallo, ribattezzato Crime no Circo, uscì il 15 novembre 1929.

## Conservazione
Copia completa della pellicola si trova conservata negli archivi della Library of Congress di Washington, della George Eastman House, dell'UCLA Film And Television Archive.